# Chamousset
 Chamousset  es una población y comuna francesa, en la región de Ródano-Alpes, departamento de Saboya, en el distrito de Chambéry y cantón de Chamoux-sur-Gelon.

## Demografía
| 241 | 252 | 303 | 321 | 373 | 383 |
| Para los censos de 1962 a 1999 la población legal corresponde a la población sin duplicidades (Fuente: INSEE [Consultar]) |     |     |     |     |     |